# Łazek (potok)
Łazek – potok, lewy dopływ Kwisy o długości 8,76 km i powierzchni zlewni 8,78 km².
Potok płynie w województwie dolnośląskim. Jego źródła znajdują się na wschód od wsi Pisarzowice, przez którą przepływa, następnie płynie północno-zachodnią granicą miasta  Lubań i Radogoszcz, gdzie uchodzi do Kwisy. 
Łazek ma średni stopień zanieczyszczenia. Na długości 2,4 km płynie przez Lubań. Dolina potoku między Pisarzowicami a Radogoszczą jest proponowana jako obszar ochronny.